# ロマネ・コンティ

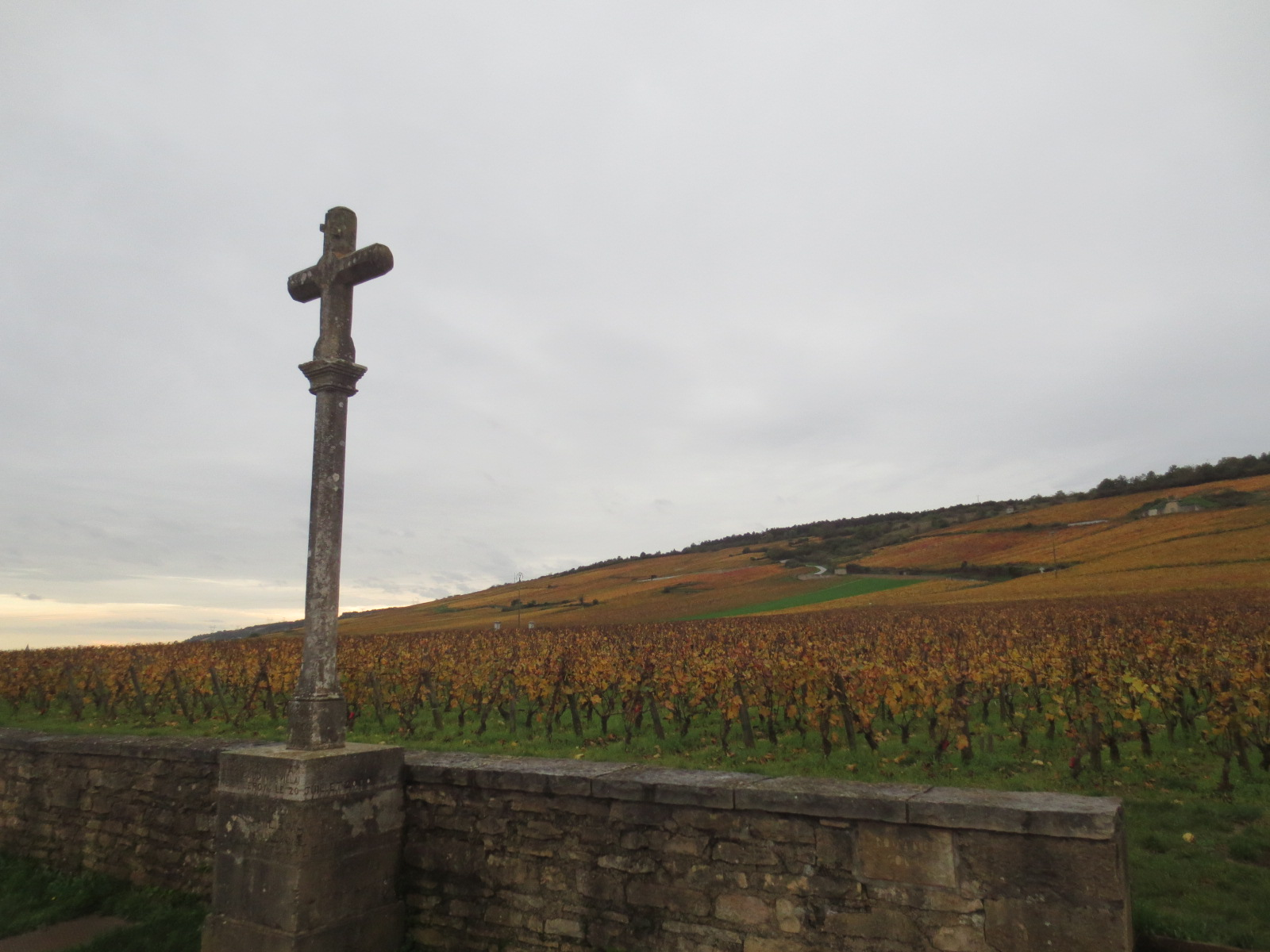
ロマネ・コンティの畑

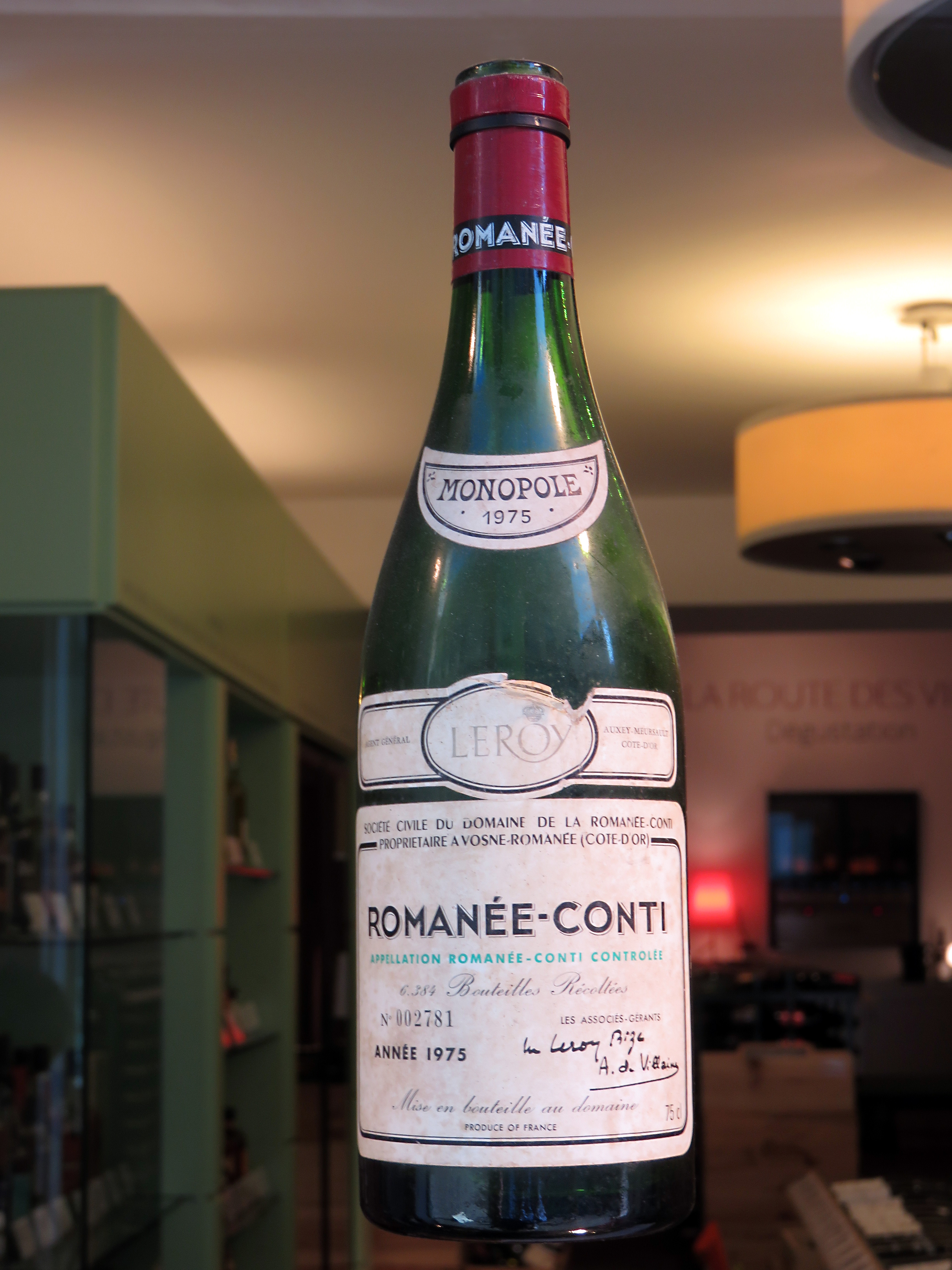
1975年のロマネ・コンティのボトル

ロマネ・コンティ（仏: Romanée-conti）とは、ブルゴーニュ地方に存在するドメーヌ・ド・ラ・ロマネコンティ（DRC）社が単独所有する特級畑（グラン・クリュ）、もしくはそこで生産されるブドウから作ったワインである。

## 概要
ロマネ・コンティはブルゴーニュのヴォーヌ＝ロマネ村に存在する約1.8ヘクタールの畑であり、アペラシオン・ドリジーヌ・コントロレにおいて特級の格付けがなされている。東南東に向いた日当たりの良い斜面であり、石灰質の土壌と合わせ、ブドウ栽培に極めて適したテロワールを持つ。
ワインの平均年産は、約6,000本程度（順調な年で7,000本程度、不調な年で4,000本程度）と極めて稀少性が高く、世界一高値で取引されるフランスワインの一つである。またその価格と稀少性の高さから、「飲むよりも語られる事の方が多いワイン」として、しばしば言及される。ロマネ・コンティは、どんなに安くても1本100万円は下らず、良作年の物は1本200万円、状態や希少性によっては1本で6000万円以上になったこともある。

## 名前の由来
もともとロマネ・コンティの付近では古代ローマ時代から良質なワインが産出されることが知られており、ローマ人により「ロマネ」の名がけられた。「コンティ」は18世紀仏ブルボン朝のコンティ公 (prince de Conti) に由来する。コンティ公ルイ・フランソワ1世は、国王ルイ15世の愛人ポンパドゥール夫人との争奪戦の末、1760年にこの畑を手に入れた。

## エピソード
- 2007年5月22日、ニューヨーク市で開催されたクリスティーズの競売では、1985年産の「ロマネ・コンティ」1ダースが23万7,000米ドル（1本あたり約2万米ドル）で落札された。ブルゴーニュワインとしては競売史上の最高額。
- 2009年9月20日放送の日本テレビ系『おしゃれイズム』（ゲスト・藤原竜也）にて[4]、赤坂のバーで番組予算5万円分のロマネコンティをグラス注文したところ、サーブされたのは僅か30ccだった（ワイングラスの10分の1未満）。ちなみに、この時のボトルの値段は、消費税込94万5千円（2004年物）で、サービス料込みで110万円程度だった。